# Натта, Марк
Марк Натта (англ. Mark Natta; род. 28 ноября 2002, Австралия) — австралийский футболист, защитник клуба «Ньюкасл Юнайтед Джетс».

## Клубная карьера
Натта — воспитанник клубов «Сатерленд Шаркс», АПИА и «Уэстерн Сидней Уондерерс». 19 января 2021 года в матче против «Сентрал Кост Маринерс» он дебютировал в А-Лиге в составе последнего. Летом 2022 года Натта перешёл в «Ньюкасл Юнайтед Джетс». 15 октября в матче против «Перт Глори» он дебютировал за новый клуб. 29 октября 2023 года в поединке против «Мельбурн Виктори» Марк забил свой первый гол за «Ньюкасл Юнайтед Джетс».